# Hitomi Yoshizawa
Hitomi Yoshizawa (jap. 吉澤 ひとみ Yoshizawa Hitomi; ur. 12 kwietnia 1985 r. w Miyoshi) – japońska idolka, piosenkarka, aktorka i modelka. Najbardziej znana jako była członkini i liderka grupy idolek Morning Musume. Po odejściu z grupy brała udział w kilku projektach muzycznych, w tym w Hangry & Angry, Abcho i Dream Morning Musume.
28 września 2018 r. Yoshizawa ogłosiła, że wycofuje się z branży rozrywkowej po tym, jak opinia publiczna zareagowała na jej udział w wypadku samochodowym i późniejsze aresztowanie.

## Filmografia

### Filmy
- Pinch Runner (2000)
- Koinu Dan no monogatari (2002)
- Ōsama Game (2011) jako Yoko Nagamine
- Atsuhime Number 1 (2012) jako Ami

### Seriale
- Ore ga Aitsu de Aitsu ga Ore de (2002)
- Haikara-san ga Tooru (2002)
- Motto Koi Seyo Otome - Searching For Her Happiness (NHK, 2004)
- Shinkansen Girl (NTV, 2007)
- Hagane no Onna (odc. 1) (TV Asahi, 2010)